# Márk Jagodics
Márk Jagodics (sinh 10 tháng 4 năm 1992 ở Szombathely) là một cầu thủ bóng đá Hungary hiện tại thi đấu cho Szombathelyi Haladás.

## Thống kê câu lạc bộ
| Câu lạc bộ          | Mùa giải | Giải vô địch | Giải vô địch | Cúp     | Cúp       | Cúp Liên đoàn | Cúp Liên đoàn | Châu Âu | Châu Âu   | Tổng    | Tổng      |
| Câu lạc bộ          | Mùa giải | Số trận      | Bàn thắng    | Số trận | Bàn thắng | Số trận       | Bàn thắng     | Số trận | Bàn thắng | Số trận | Bàn thắng |
| ------------------- | -------- | ------------ | ------------ | ------- | --------- | ------------- | ------------- | ------- | --------- | ------- | --------- |
| Haladás             |          |              |              |         |           |               |               |         |           |         |           |
| 2010–11             | 1        | 0            | 2            | 0       | 2         | 0             | 0             | 0       | 5         | 0       |           |
| 2011–12             | 1        | 0            | 0            | 0       | 4         | 0             | 0             | 0       | 5         | 0       |           |
| 2012–13             | 10       | 0            | 1            | 0       | 3         | 0             | 0             | 0       | 14        | 0       |           |
| 2014–15             | 9        | 0            | 3            | 0       | 1         | 0             | 0             | 0       | 13        | 0       |           |
| Tổng                | 21       | 0            | 6            | 0       | 10        | 0             | 0             | 0       | 37        | 0       |           |
| Ajka                |          |              |              |         |           |               |               |         |           |         |           |
| 2013–14             | 27       | 0            | 2            | 0       | 4         | 0             | 0             | 0       | 33        | 0       |           |
| Tổng                | 27       | 0            | 2            | 0       | 4         | 0             | 0             | 0       | 33        | 0       |           |
| Tổng cộng sự nghiệp |          | 48           | 0            | 8       | 0         | 14            | 0             | 0       | 0         | 70      | 0         |

Cập nhật theo các trận đấu đã diễn ra tính đến ngày 19 tháng 10 năm 2014.